# Frederick Goodall

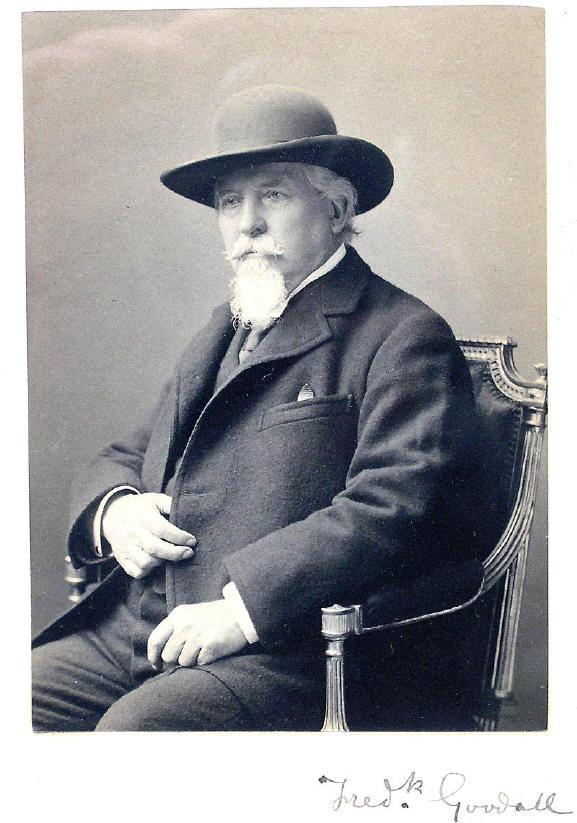
Frederick Goodall, omkring 1880.

Frederick Goodall, född den 17 mars 1822 i London, död där den 29 juli 1904, var en engelsk målare.
Goodall började sina studier under ledning av sin far, kopparstickaren Edward Goodall (1795–1870), och blev 1864 medlem av akademien i London. Han väckte uppmärksamhet med genrebilder från det engelska och nordfranska soldat- och folklivet (Byfesten 1847, i Londons nationalgalleri). En resa i Italien och Egypten vidgade området för hans konst; sedan dess målade Goodall egyptiska naturscenerier samt historietavlor (Morgon i öknen, Nilöversvämning, En pilgrims hemkomst från Mekka, Egyptisk vattenbärare, Hagar och Ismael, Labans döttrar med flera). Goodalls akvareller anses ha högre konstnärligt värde än hans oljemålningar.